# Belmont (Haute-Saône)
Belmont település Franciaországban, Haute-Saône megyében. Lakosainak száma 141 fő (2022. január 1.). Belmont Les Fessey, La Corbière, Lantenot, La Lanterne-et-les-Armonts, Magnivray és Rignovelle községekkel határos.

## Népesség
A település népességének változása:
| Lakosok száma | 122  | 134  | 140  | 137  | 139  | 142  | 144  | 143  | 141  |
|               | 2013 | 2015 | 2016 | 2017 | 2018 | 2019 | 2020 | 2021 | 2022 |